# Loxosceles intermedia
Loxosceles intermedia, conhecida como Aranha reclusa brasileira, é uma espécie de aranha marrom endêmica da América do sul.

## Descrição
O macho tem comprimento total de 5,3 mm, patas I a IV, comprimento de 24,5, 31,8, 20,4 e 23,6 mm, o palpo pode ter 5,4 mm de comprimento, as fêmeas são maiores, medindo cerca de 8,5 mm de comprimento, com patas variando de 15,1, 16,0, 13,1 e 15,5 mm, o palpo das mulheres mede 3,8 mm.
A carapaça masculina e feminina varia do amarelo fosco ao marrom alaranjado, coberta por cerdas pretas e subpretiadas. A pars cefálica varia de marrom-alaranjado escuro a marrom-avermelhado, com formato em '' U '' contrastando com a pars thoracica amarelada. Os tubérculos dos olhos são aumentados, enquanto as marenas laterais não são escuras, o abdome é acinzentado ou enegrecido, com a parte dorsal mais escura que a ventral, os segmentos das pernas variam do marrom-alaranjado ao marrom-avermelhado.

## Comportamento
É uma aranha muito tímida, de hábitos noturnos, construindo teias irregulares sob troncos de árvores caídas e detritos, geralmente em locais escuros. Eles também podem ser encontrados em ambientes humanos, em meias, roupas, cobertores, guarda-roupas, garagens e entre outros locais escuros. Sua alimentação, assim como a de várias aranhas reclusas, é baseada em insetos como baratas, grilos e besouros. Eles foram relatados para atacar outros artrópodes, como escorpiões. Reproduz-se nos meses mais quentes do ano, colocando cerca de 20 ovos, demorando 46 dias para os juvenis eclodirem. A fêmea constrói uma teia em forma de saco onde os ovos são depositados.

## Distribuição
Loxosceles intermedia é nativa do Brasil e da Argentina. Eles são encontrados em regiões temperadas e quentes da América do Sul no sudeste e sul do Brasil, assim como no norte da Argentina. Eles vivem em fendas escuras e muito secas, regiões quentes com elevações abaixo de 500 m, bastante comuns ao redor ou dentro das casas dos humanos.

## Perigo
Assim como a aranha reclusa chilena, o veneno de Loxosceles intermedia possui uma concentração da enzima esfingomielinase D, responsável por efeitos locais e sistêmicos, e é uma das principais espécies atribuídas a mortes na América do Sul, desde os efeitos sistêmicos da picada ocorrem com freqüência. Os sintomas não são imediatos, o que leva a vítima a acreditar que a picada foi leve. Geralmente levam horas para se manifestar e começam com dor intensa, vermelhidão, inflamação e bolhas, em casos mais graves evoluindo para necrose do tecido. Os efeitos sistêmicos incluem hemólise, pequenas hemorragias, problemas cardíacos, choque circulatório e insuficiência renal. Sintomas moderados como náuseas, vômitos, febre e mialgia são comuns nas picadas de Loxosceles, especialmente nessa espécie. As espécies relacionadas podem causar trombocitopenia e coagulação intravascular disseminada. A dose letal para quatro linhagens de camundongos varia de 4,6-24,5 μg. A quantidade média inoculada por L. intermedia é de apenas 40 µg. O veneno causa lesões dermonecróticas em humanos e coelhos, entretanto, os ratos não desenvolvem esse tipo de lesão. A toxina recombinante Loxtox rLiD1 do veneno de L. intermedia é responsável pelos efeitos cardiotóxicos e um aumento significativo nos transientes de densidade I (Ca, L) e Ca (2+) intracelular, respectivamente. A proteína esfingomielinase D também desempenha um papel fundamental na disfunção cardíaca.